# Identitätsfeststellung (Recht)
Die Identitätsfeststellung (kurz IDF) bezeichnet im rechtlichen Sinne eine Maßnahme, bei der die Identität (Personalien) der betroffenen Person durch die Behörde bzw. einen Amtsträger zweifelsfrei festgestellt wird. Umgangssprachlich wird die Maßnahme häufig auch als Personenkontrolle bezeichnet. Die Eingriffsermächtigung ergibt sich dabei aus dem Ziel und Zweck der Maßnahme (Strafverfolgung oder Gefahrenabwehr) und ist in der jeweiligen Bundes- oder Landesnorm festgeschrieben. Die Identitätsfeststellung kann – je nach Situation und Gesamtumständen – durch das Aushändigen von Ausweisdokumenten, sonstigen Dokumenten, mündliche Angaben und/oder durch den Einsatz von technischen Hilfsmitteln (bspw. Fingerabdruckscanner, Dokumentenscanner) erfolgen.
Die Identitätsfeststellung- oder prüfung durch nichtstaatliche Personen, Unternehmen oder automatisierte Computersysteme wird auch Identprüfung, Identitätsprüfung oder Legitimationsprüfung genannt und erfolgt meist freiwillig zu eigennützigen Zwecken der überprüften Person. Diese Form der Identitätsfeststellung bedarf zwar keiner Eingriffsermächtigung, häufig sind Institutionen wie Banken oder Versicherungen aber gesetzlich zur Durchführung einer Überprüfung der Personaldaten verpflichtet (siehe auch: Identitätsfeststellung, Personenkontrolle, Altersverifizierungssystem).

## Identitätsfeststellung im Strafverfahrens-/Ordnungswidrigkeitenverfahrens- und Polizeirecht

### Identitätsfeststellung nach der Strafprozessordnung und dem Gesetz über Ordnungswidrigkeiten
Die Strafprozessordnung spricht im § 163b Abs. 1 StPO davon, dass die Staatsanwaltschaft oder die Beamten des Polizeidienstes unter Bekanntgabe des Grundes (eine zugrundeliegende Straftat oder Ordnungswidrigkeit) die zur Feststellung einer Identität erforderlichen Maßnahmen treffen können. Der Betroffene muss nach § 111 OWiG wahrheitsgemäße Angaben zu Name, Vorname, Geburtsdatum und -ort, sowie zu seinem aktuellen Wohnort machen. Dabei ist in der Regel die Herausgabe des Personalausweises ausreichend, in Einzelfällen können auch weitergehende Nachweise der Identität verlangt werden.
Die Feststellung der Identität kann gemäß dem Gesetz über Ordnungswidrigkeiten auch bei Verkehrs- oder anderen Ordnungswidrigkeiten erfolgen. Hier richten sich die Rahmenbedingungen ebenso nach der Strafprozessordnung (StPO) und den oben genannten Richtlinien.
Nach § 163b Abs. 2 StPO kann die Identität auch bei den Personen festgestellt werden, die einer Straftat nicht verdächtig sind, wenn und soweit dies zur Aufklärung der Straftat von Bedeutung ist. In der Regel ist dies der Zeuge oder der Geschädigte.
Der betroffenen Person sind die Person und der Gegenstand (Rechtsgrundlage) zu nennen, gegen die sich das Strafverfahren richtet. Eine Festhaltung der Person ist hier an wesentlich höhere Hürden geknüpft; in der Regel liegt es im eigenen Interesse des Zeugen oder Geschädigten, seine Personalien gegenüber der Behörde anzugeben. Eine Durchsuchung der Person oder der mitgeführten Sachen zur Identitätsfeststellung sowie eine erkennungsdienstliche Behandlung ist auch gegen den Willen des Beschuldigten möglich, einer richterlichen Anordnung bedarf es dabei nicht. Beim Zeugen ist dies nur mit dessen Einwilligung möglich. Weitere Möglichkeiten zur Wahrheitsfindung durch Zeugen ergeben sich durch die richterlich angeordnete Beugehaft (bis sechs Monate).
Auch diese Regelungen gelten aufgrund der Transformationsvorschrift des § 46 OWiG entsprechend im Ordnungswidrigkeitenbereich.

### Identitätsfeststellung zur Gefahrenabwehr
Jede Landespolizei, die Bundespolizei, das Bundeskriminalamt und Bundeszollverwaltung haben in ihren Polizeigesetzen eine Befugnis verankert, die es ermöglicht, eine Identitätsfeststellung zur Gefahrenabwehr durchzuführen. Ein Beispiel dafür ist die Identitätsfeststellung bei einer verwirrten Person, um sie wieder einer sicheren Umgebung, d. h. Betreuung, zuzuführen.
Es gibt dabei eine Unzahl einzelner Voraussetzungen, wann genau eine Identitätsfeststellung bei einer Person zulässig ist, diese unterscheiden sich in der genauen Rechtslage von Bundesland zu Bundesland.
In allen Bundesländern kann die Polizei die Identität einer Person feststellen
- zur Abwehr einer Gefahr
- wenn sich die Person an einem Ort aufhält, von dem auf Grund tatsächlicher Anhaltspunkte anzunehmen ist, dass dort Personen Straftaten verabreden, vorbereiten oder verüben, sich Personen ohne erforderliche Aufenthaltserlaubnis treffen, sich Straftäter verbergen oder an dem Personen der Prostitution nachgehen (sogenannter gefährlicher Ort),
- wenn sie sich in einer Verkehrs-, Versorgungsanlage, -einrichtung, einem öffentlichen Verkehrsmittel, Amtsgebäude, einem anderen besonders gefährdeten Objekt oder in unmittelbarer Nähe hiervon aufhält und Tatsachen die Annahme rechtfertigen, dass in oder an Objekten dieser Art Straftaten begangen werden sollen, durch die in oder an diesen Objekten befindliche Personen oder diese Objekte selbst unmittelbar gefährdet sind,
- an einer Kontrollstelle, die von der Polizei eingerichtet worden ist
- im Grenzgebiet bis zu einer Tiefe von 30 Kilometern sowie auf Durchgangsstraßen (Bundesautobahnen, Europastraßen und andere Straßen von erheblicher Bedeutung für den grenzüberschreitenden Verkehr) und in öffentlichen Einrichtungen des internationalen Verkehrs zur Verhütung oder Unterbindung der unerlaubten Überschreitung der Landesgrenze oder des unerlaubten Aufenthalts und zur Bekämpfung der grenzüberschreitenden Kriminalität oder
- zum Schutz privater Rechte.

Wird eine Person zur Identitätsfeststellung angehalten, ist sie verpflichtet, ihre Personalien anzugeben und, falls sie Ausweispapiere mitführt, diese zur Prüfung auszuhändigen. Eine Festhaltung der Person kann angeordnet werden, wenn die Identität auf andere Weise nicht oder nur unter erheblichen Schwierigkeiten festgestellt werden kann. In diesem Fall ist auch die Durchsuchung der Person und der mitgeführten Gegenstände möglich. Die Festhaltung kann sich in diesem Falle bis zum Ende des nächsten Tages hinziehen, sie ist abhängig von der richterlichen Anordnung.

### Zuwiderhandlung gegen die polizeiliche Identitätsfeststellung
Sollte die Herausgabe der Personalien nicht erfolgen, ist die Durchsuchung der Person sowie ihrer mitgeführten Sachen zulässig. Weiterhin kann die Person in diesem Fall auch erkennungsdienstlich behandelt werden. Die Person wird in diesem Falle festgehalten. Diese Festhaltung bedarf der richterlichen Anordnung. Falls kein richterlicher Beschluss eingeholt werden kann, darf die Festhaltung bis zum Ende des Folgetages ausgedehnt werden. Zur Durchführung der genannten Maßnahmen ist die Polizei berechtigt, unmittelbaren Zwang anzuwenden, soweit dies unter Wahrung des Verhältnismäßigkeitsgrundsatzes möglich ist.
Bleibt ein Beschuldigter trotz dieser Maßnahmen anonym, liegt – abhängig vom Delikt – manchmal der Haftgrund der Fluchtgefahr vor. Der Beschuldigte kann demnach in Untersuchungshaft genommen werden. Die Haft kann hierbei auch nicht durch eine Sicherheitsleistung abgewendet werden. Jedoch ist die Verhältnismäßigkeit zu prüfen.
Bei ungeklärter Identität einer Person erfolgt ein Personenfeststellungsverfahren, wobei unter anderem das BKA eingebunden wird.
Neben den bereits genannten Möglichkeiten der Freiheitsentziehung nach der Strafprozessordnung oder dem entsprechenden Polizeigesetz oder der Durchsuchung und Durchführung erkennungsdienstlicher Maßnahmen stellt die Falsche Namensangabe eine Ordnungswidrigkeit gemäß § 111 OWiG dar.

## Identitätsfeststellung im Banken-, Versicherungs- und Melderecht

### Legitimationsprüfung im Banken- und Versicherungswesen
Bei der Legitimationsprüfung handelt es sich um ein Verfahren zur Verhinderung von Geldwäsche.
Dabei ist jeder Kunde verpflichtet, sich gegenüber der Bank mit amtlichen Papieren auszuweisen, sofern er für andere Konten oder Wertpapierdepots führt, Schließfächer vermietet oder Werte verwaltet. Die Legitimationspflicht richtet sich in diesem Fall nach der Abgabenordnung und dem Geldwäschegesetz (GwG).
Privatpersonen weisen sich in der Regel mittels Personalausweis oder Reisepass mit Meldebestätigung aus. Für juristische Personen dient als Nachweis ein Auszug aus dem Handelsregister, Vereinsregister, Genossenschaftsregister, Partnerschaftsregister beim jeweiligen Amtsgericht oder dem Stiftungsregister beim Land oder dem Regierungsbezirk.
In gewissen Fällen besteht auch eine Pflicht zur gesetzlich vorgeschriebenen Legitimationsprüfung für Versicherungsnehmer, wenn die laufende Prämie im Jahr 1.000 Euro oder die Einmalprämie bzw. die Einzahlung in das Prämiendepot 2.500 Euro übersteigt. Inhaber dynamischer Verträge sind generell zu identifizieren.
Die Feststellung der Personalie kann in bestimmten Fällen auch unpersönlich mittels des sog. Postident-Verfahrens erfolgen.

### Wohnsitzüberprüfung
Zur Feststellung des Wohnsitzes ist es in manchen Bundesländern Pflicht, dass eine Wohnsitzüberprüfung durchgeführt wird. Hierbei wird geprüft, ob eine angegebene Wohnanschrift tatsächlich stimmig ist. Konkret wird abgeprüft, ob der Name auf dem Klingelbrett, auf dem Briefkasten und auf dem Türschild verzeichnet ist. Ferner wird geprüft, ob die Person Gegenstände des täglichen Bedarfs (Kleidung, Drogerieartikel etc.) sowie Schriftstücke oder Fotos etc. in der Wohnung aufbewahrt. Weiterhin können Auskunftspersonen wie Nachbarn oder Familienmitglieder bezüglich der Wohnsitznahme befragt werden. Als amtlicher Beweis dient auch die Anmeldung nach dem Meldegesetz, die über die Daten des Meldeamtes online abrufbar ist.

## Identitätsfeststellung im Ausländerrecht
In ausländer- und asylrechtlichen Verfahren sehen das Aufenthaltsgesetz und Asylgesetz eine Identitätsfeststellung u. a. bei Beantragung von Asyl in Deutschland, der Vergabe von Aufenthaltstiteln sowie im Rahmen von Ausweisung oder Abschiebung vor. Siehe insbesondere § 49 AufenthG und § 16 AsylG.
Ein Ausländer, der keinen gültigen Pass oder Passersatz besitzt, ist nach § 48, Absatz 3 und 3a Aufenth verpflichtet, an der Beschaffung des Identitätspapiers mitzuwirken und hierfür entsprechende Urkunden, sonstigen Unterlagen und Datenträger auszuhändigen. Mit Wirkung zum 1. August 2015 können in diesem Zusammenhang nach § 48a unter bestimmten Umständen Auskünfte durch Telekommunikationsdienste eingeholt werden.

### Asylrecht
Nach § 16 AsylG ist das Bundesamt verpflichtet, die Identität des Asylantragstellers festzustellen. Asylbewerber, die 14 Jahre oder älter sind, sollen hierfür unter anderem erkennungsdienstlich behandelt werden (siehe hierzu auch: Artikel „Flüchtlingskrise in Deutschland ab 2015“, Abschnitt „Verteilung und Registrierung Asylsuchender“).
Der Asylbewerber ist nach § 15 AsylG verpflichtet, bei der Feststellung seiner Identität und bei der Passbeschaffung mitzuwirken. Die Identitätsfeststellung ist häufig problematisch, zumal wenn Antragsteller ihre Identität, unter der sie in ihrem Herkunftsland bekannt sind, aus begründeten Ängsten oder auch aus anderen Gründen nicht preisgeben wollen.
Falsche oder unvollständige Angaben beim Asylantrag haben schwerwiegende Folgen; der Asylantrag ist dann nach § 30 Abs. 2 AsylG "offensichtlich unbegründet".

## Freiwillige Herausgabe der Personalien
Zu unterscheiden sind die bereits aufgeführten Möglichkeiten der Identitätsfeststellung von der freiwilligen Herausgabe der Personalien. Diese erfolgt in der Regel dort, wo eine Privatperson mit einer anderen Person oder einem Unternehmen beispielsweise einen Vertrag abschließt. In diesem Fall erfolgt die Herausgabe aufgrund der Bedingungen, die dem Vertrag zugrunde liegen. Es entsteht aber in keinem Falle vorab für eine der beiden Seiten die Pflicht, Personaldaten anzugeben. Diese Befugnis ist alleine Amtsträgern vorbehalten.

### Vorläufige Festnahme als „Jedermannsrecht“
Wird eine Person nach § 127 Abs. 1 StPO von einer anderen Person vorläufig festgenommen, weil die äußeren Umstände einen dringenden Tatverdacht nahelegen („auf frischer Tat“), kann sie durch die freiwillige Angabe der Personalien den Freiheitsentzug beenden, denn dann ist in der Regel der Grund für die vorläufige Festnahme entfallen. Auch hier besteht wiederum kein Recht, die Person zur Herausgabe der Personalien zu zwingen, dies ist nur durch die Polizei oder die Staatsanwaltschaft möglich. Gibt eine Person gegenüber einer Amtsperson keine Personalien an und/oder kann sich nicht legitimieren, wird ein Personenfeststellungsverfahren angewandt.